# Кокія-Ісар
Кокія-Ісар (крим. Kokiya İsar) — руїни середньовічного укріплення XIII—XIV століття в Бахчисарайському районі Автономної Республіки Крим. Розташовані у південно-західній частині Криму, за 5 км на південь від села Кючюк-Мускомія, на вершині мису Айя, на горі Кокія-Кая (Петро Кеппен називав її Кешлеме-Кая).

## Опис
Розміри фортеці 110 на 70 м, площа 0,58 гектара. Вона відгороджена стіною завдовжки близько 52 м; південний і північний фланги стіни замикали прямокутні башти на відстані 30 м (південна вежа розміром 6,5 × 8 м могла бути донжоном), усі споруди складені з буту на пісочно-вапняному розчині. Ще донедавна стіни фортеці сягали чотирьох метрів заввишки, маючи в основі товщину 1,4–1,6 метра. Нині на їхньому місці видніється лише задернований вал. Зсередини до оборонних мурів прилягали різноманітні споруди. На західному краю мису збереглися руїни невеликої одноапсидної церкви, що вказує на давнє використання цієї місцевості. Кілька десятиліть тому на місці ісара розташовувалася військова частина. Через це від більшості середньовічних будівель майже нічого не залишилося, що значно ускладнює вивчення їхньої первісної структури та призначення.

## Історія вивчення
Першу згадку про укріплення залишив Петро Паллас у 1793—1794 роках, також згадувався в Єгора Келлера в «Донесенні …» 1821 року, опис пам'ятки залишив Петро Кеппен в роботі 1837 «Про старожитності південного берега Криму і гір Таврійських» — залишки стіни товщиною до півтора метра і висотою до 2 сажнів і чотирикутну вежу біля неї. Дюбуа де Монпере, що побував у фортеці, описував її, як «…неправильний трикутник, основою якого служить стіна…», мандрівник бачив залишки церкви, зазначав, що «мало слідів житла». Василь Кондаракі вважав, що укріплення збудовано як укриття, жителями Кучюк-Мускомії. Микола Ернст у 1935 році ідентифікував фортецю «греко-готською» , вважав добре збереженою і рекомендував як об'єкт для екскурсійного відвідування. Олег Домбровський вважав Кокія-Ісар прихистком XIII—XV століття для дрібних поселень садибного типу Варнутської долини.
Дослідженнями останніх років встановлено, що Кокія-Ісар — одношаровий археологічний об'єкт XIII століття. Поява подібних укріплень на той час історики пов'язують із татаро-монгольськими вторгненнями до Криму (починаючи з 1223 року), сельджуцькою експансією та переходом гірського Криму до складу Трапезундської імперії.